# Црна Гора на Светском првенству у атлетици на отвореном 2011.
Црна Гора је на 13. Светском првенству у атлетици на отвореном 2011. одржаном у Тегу од 27. августа до 4. септембра, учествовала трећи пут под овим именом, са 2 такмичара (1 мушкарац и 1 жена) који су се такмичили у 2 дисциплине (1 мушка и 1 женска).,
На овом првенству Црна Гора није освојила ниједну медаљу. Није било нових националних, личних и рекорда сезоне.

## Учесници
| Мушкарци: - Лука Ракић — 200 м | Жене: - Марија Вуковић — Скок увис |  |

## Резултати

### Мушкарци
| Атлетичар  | Дисциплина | Лични рекорд | Група    | Група     | Полуфинале           | Полуфинале           | Финале               | Финале       | Детаљи |
| Атлетичар  | Дисциплина | Лични рекорд | Резултат | Место     | Резултат             | Место                | Резултат             | Место        | Детаљи |
| ---------- | ---------- | ------------ | -------- | --------- | -------------------- | -------------------- | -------------------- | ------------ | ------ |
| Лука Ракић | 200 м      | 21,94        | 22,73    | 8 у гр. 6 | Није се квалификовао | Није се квалификовао | Није се квалификовао | 52 / 53 (54) |        |

### Жене
| Атлетичарка    | Дисциплина | Лични рекорд | Квалификације | Квалификације | Финале                | Финале       | Детаљи |
| Атлетичарка    | Дисциплина | Лични рекорд | Резултат      | Место         | Резултат              | Место        | Детаљи |
| -------------- | ---------- | ------------ | ------------- | ------------- | --------------------- | ------------ | ------ |
| Марија Вуковић | Скок увис  | 1,91 НР      | 1,80          | 14. у гр. Б   | Није се квалификовала | 25 / 27 (29) |        |